# Believe (西野加奈單曲)
《Believe》為日本歌手西野加奈於2013年6月5日發行的第20張單曲。

## 解說
- 與前作《Always》相隔約7個月的單曲，為2013年第1彈單曲。
- 初回生産限定盤附的DVD收錄2013年3月首次亞洲巡迴演唱會「Kanayan Tour 2013 〜Asia〜」台灣場的影片集錦以及特別封面。
- 標題曲〈Believe〉為House Wellness Foods「C1000」電視廣告曲。B面曲〈Rainbow〉為NHK E電視「リトル・チャロ4〜英語で歩くニューヨク〜」主題歌。

## 發行版本
- CD+DVD【初回限定盤】
- CD ONLY

## 曲目

### CD
1. Believe [3:54]
作詞：Kana Nishino 作曲：FAST LANE
  - House Wellness Foods「C1000」廣告曲
2. Rainbow [4:54]
作詞：Kana Nishino・GIORGIO 13 作曲・編曲：GIORGIO CANCEMI
  - NHK E電視「リトル・チャロ4〜英語で歩くニューヨーク」主題歌
3. Story [4:00]
作詞：Kana Nishino 作曲：SKY BEATZ・FAST LANE・LISA DESMOND

### DVD
1. Kanayan Tour 2013 〜Asia〜 Digest 2013.3.30 in Taiwan

## 外部連結
- 西野加奈 Official Website（页面存档备份，存于）